# Mattar paneer

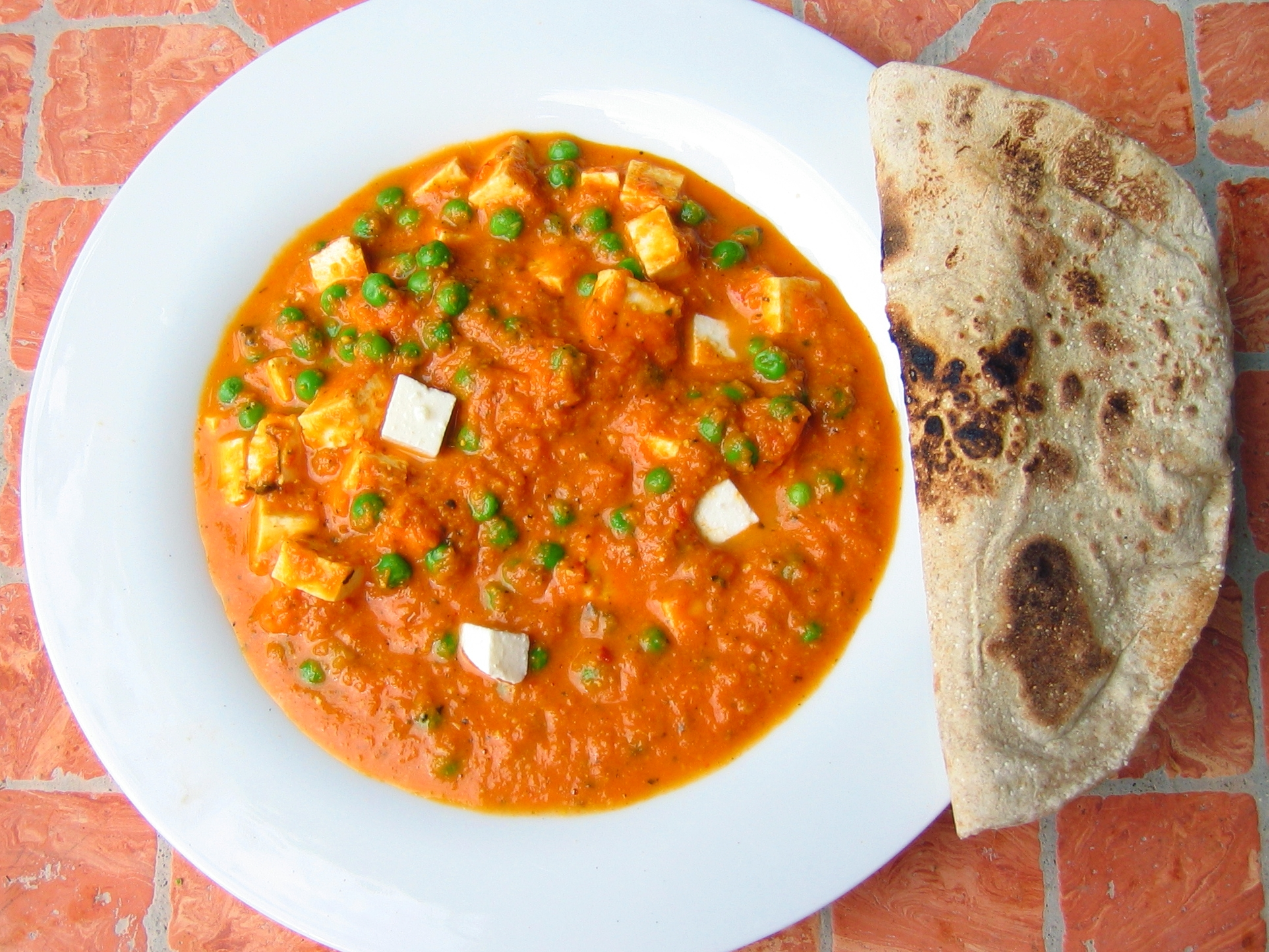
Un plato de Mattar paneer acompañado de Naan.

Mattar paneer (en hindi: मटर पनीर) es un plato de la gastronomía de la India que consiste en paneer (queso) y chícharos en una salsa dulce y picante. Es similar a Palak Paneer (Paneer con espinacas). Se sirve generalmente con algún tipo de pan indio (Naan, paratha, puri o roti dependiendo de la región). El plato puede ser adornado con un chorrito de crema de leche o con hojas de cilantro. Es considerado un platillo vegetariano. 
El Mattar paneer Masala es probablemente el plato al curry más popular en toda la India. En primer lugar, el queso cottage se fabrica con el método tradicional. La salsa se prepara con comino, garam masala, tomates maduros y chícharos y se añaden cubitos de queso Paneer.